# Orgyia antiquoides
Orgyia antiquoides là một loài bướm đêm thuộc họ Erebidae. Nó được tìm thấy ở hầu hết châu Âu, the Ural, Armenia, Mông Cổ và Trung Quốc.

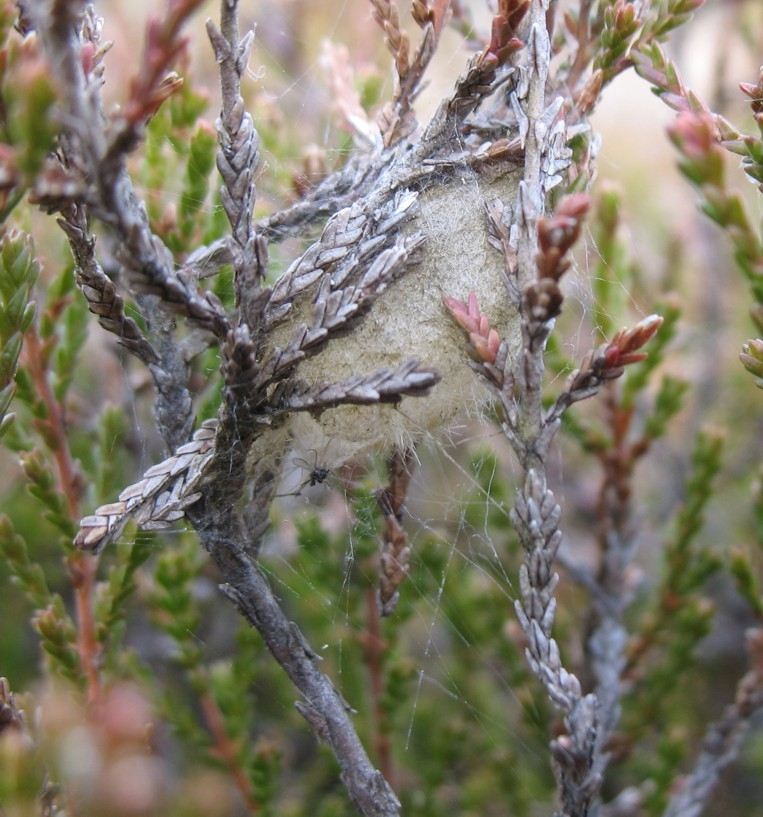
Kén với nhộng, con cái và trứng

Sải cánh dài 20–24 mm đối với con đực. The females are wingless. Adult males are on wing từ tháng 7 to đầu tháng 9 làm một đợt in miền tây Europe.
Ấu trùng ăn Rubus chamaemorus, Sorbus aucuparia, Calluna vulgaris, Vaccinium uliginosum, Andromeda polifolia và Empetrum nigrum. Ấu trùng có thể tìm thấy từ tháng 5 đến tháng 7.